# Sng Ju Wei
Sng Ju Wei (3 giugno 1980) è un ex nuotatore singaporiano, che ha partecipato alle Olimpiadi estive di Atlanta 1996 e di Sydney 2000.
Ai Giochi del Sudest asiatico del 2001 ha vinto 1 oro nella Staffetta 4x100 sl, 1 oro nella Staffetta 4x200 sl, 1 bronzo nei 200m sl